# Antonio María Pradilla Rueda
Antonio María Pradilla Rueda (Barichara, 6 de diciembre de 1822-Bogotá, 12 de diciembre de 1878) fue político colombiano.  
Se desempeñó como Ministro de Relaciones Exteriores y Designado Presidencial.  

## Primeros años
Nacido en el hogar de Francisco Pradilla Silva y su tercera esposa, doña Tecla Rueda Reyes, fue alumno del Colegio Mayor de Nuestra Señora del Rosario donde vistió la beca el 25 de noviembre de 1841 y del Colegio Mayor de San Bartolomé (Bogotá) donde obtuvo el título de abogado en 1843. Se asoció con Salvador Camacho Roldán y Medardo Rivas para redactar el periódico El Siglo, tribuna que sirvió para importantes manifiestos, como el ideario del naciente Partido Liberal Colombiano. Compró la imprenta del Neogranadino y expuso en ese diario columnas de opinión y reportajes destacados. Fue miembro fundador de la sociedad Escuela Republicana que congregó a jóvenes liberales del Colegio de San Bartolomé. 

## Carrera política
En 1850 llegó por primera vez al Congreso de la República como representante. En 1854 pasó al Senado, cámara en la que permaneció para los periodos legislativos de 1856, 1857 y 1860. Como gobernador de la Provincia del Socorro, apoyó a las tropas que marcharon en defensa de la legitimidad contra el gobierno de José María Melo, de las cuales cayeron en gran proporción en la batalla de Zipaquirá del 22 de mayo de 1854, pero continuaron las sobrevivientes con arrojo hasta la victoria de los legitimistas.
En 1860 fue elegido presidente del Estado Soberano de Santander, cargo en el que se alzó en armas contra el gobierno del presidente Ospina, y enfrentado con el ejército legitimista, cayó prisionero con los secretarios de su despacho en la batalla del Oratorio, siendo recluido en el Colegio del Rosario en Bogotá. Consumada la victoria del ejército rebelde, Pradilla recuperó la libertad y fue nombrado por el presidente Tomás Cipriano de Mosquera, ministro plenipotenciario en Venezuela y en 1862 en Inglaterra. El presidente Manuel Murillo Toro,  lo nombró Secretario de lo Interior y Relaciones Exteriores en 1864. El 1º de abril de 1869 fue elegido como designado presidencial del gobierno del general Santos Gutiérrez. En 1870 pasó a la legación de Colombia en Costa Rica. Su última actividad pública fue en favor de la elección de su coterráneo Aquileo Parra Gómez como Presidente de la Unión.

## Familia
Antonio María Pradilla contrajo matrimonio por primera vez con Lastenia Parra Díaz con quien tuvo por hijos a Antonio María, Luis Carlos, Arturo y Ricardo Pradilla Parra. Al enviudar, se casó con la cartagenera Ana María Herrera de Andrés Torres, con quien fue padre de Guillermo, Gustavo, Ana Rosa, Jorge y Francisco Pradilla Herrera.